# Adventiefkrater
Een adventiefkrater, nevenkrater of parasitaire krater is een krater die zich op de flank van een andere grotere vulkanische krater bevindt. Ze kunnen zich ook bevinden in de krater van de grotere vulkaan zelf of op een spleetvormig eruptiekanaal dat zich soms tot ver buiten de hoofdkoepel van de vulkaan kan uitstrekken.